# A・LI・CE
『A・LI・CE』（アリス）は、2000年2月5日に公開された3DCGアニメーション映画。一般公開前の1999年には東京国際ファンタスティック映画祭にて先行上映された。

## ストーリー
西暦2000年。宇宙局に招待され月面旅行へと向かった亜利寿は、スペースシャトルの爆発事故に巻き込まれてしまう。意識を取り戻した亜利寿は、一緒に搭乗していたスチュワーデスロボットのSS1Xと共に謎の軍隊に襲撃されてしまう。何とかその場を脱出した二人は、近くに住む青年ユアンに助けられる。そこで亜利寿は、自分が西暦2030年の世界・ラップランドにタイムワープしたことを知る。そして、ラップランドが独裁者ネロが人狩りを行う恐怖社会であること、未来の自分がネロの元で眠り続けていることを知り、亜利寿たちはネロのいる宮殿・キングダムへ向かう列車に乗り込んだ。
しかし、列車の中で亜利寿たちは、ネロに抵抗する解放軍のカスバに捕まり、解放軍のアジトに連れ去られてしまう。そこで亜利寿は、ネロが自分の息子だと告げられ、ネロがラップランドを支配するために作り出したコンピュータ・SS10Xを破壊するよう強要される。隙を見て脱出した亜利寿は、息子のネロが何故人狩りをするようになったのかを知るため、再びキングダムへと向かう。

## 登場人物
林 亜利寿（はやし アリス）
本作の主人公で西暦2000年の女子高生。宇宙局の招待で月面旅行に向かうが、スペースシャトルの爆発事故によって西暦2030年にタイムワープしてしまう。
歴史上では史上最年少の宇宙飛行士として活躍するが、西暦2010年にネロを生んだ直後に夫・両親が戦争で死んだショックで入院し、以降昏睡状態となっている。
マリア
スペースシャトルに搭乗していたスチュワーデスロボットで、正式名称は「SS1X」。容姿が聖母マリアに似ていたため、亜利寿に「マリア」と名付けられる。
ネロのステルス兵から亜利寿を守ろうとして故障するが、ユアンに修理され武装を施される。その後、解放軍のアジトでスペックアップし、性格が明るくなる。
ユアン
西暦2030年のラップランドに暮らす青年。5歳の頃に人狩りによって家族・友人を失い、以降は一人で暮らしている。
カスバ
解放軍の突撃隊長で、ネロとは施設時代の友人だった。亜利寿たちの拉致やキングダム強襲の指揮を執る。
ニコライ
解放軍のリーダー。ネロを殺すため、亜利寿を西暦2030年にタイムワープさせる。タイムワープ装置を利用して、歴史を改変しようと目論んでいる。
ネロ
亜利寿の息子。亜利寿の入院後施設に入り、そこでコンピュータを学ぶ。
施設を出た後に「SS10X」を開発し、その力を以てラップランドを支配し人狩りを行っている。
ユミ
亜利寿の友人。「本当の空」と「人間の存在理由」を問い続け、亜利寿と月面旅行に向かう直前に自殺する。

## キャスト
- 林亜利寿 - 清水香里
- マリア (SS1X) - 國府田マリ子
- ユアン - 鈴木千尋
- カスバ - 高乃麗
- ニコライ - 立木文彦
- ネロ - 堀川亮
- ユミ - 宮村優子
- SS10X - 五十嵐麗
- コンピュータの声 - 菊地祥子
- そのざきみえ
- 木下尚紀
- 服巻浩司
- 三浦祥朗

## スタッフ
- エグゼクティブプロデューサー - 藤村哲哉
- プロデューサー - 竹本克明、伊藤伴雄、渡邊龍一郎、公野勉
- 企画 - 田中和彦、坂井洋一
- 原案 - 伊藤伴雄、吉本昌弘
- 監督 - 前島健一
- 脚本 - 吉本昌弘
- 絵コンテ - 前島健一、四分一節子
- プロダクションデザイナー - 木崎ひろすけ
- プロダクションアドバイザー - 小出一巳
- CGテクニカルディレクター - 池田正憲
- CGアシスタントディレクター - 堀部亮
- キャラクター・フェイスモデリング - 安岡篤志
- 美術 - 石垣努
- 美術設定 - 光元博行
- 色彩設定 - 西川裕子
- 音響監督 - 潮晴男
- 音響効果 - 丹雄二
- 編集 - 掛須秀一
- 音楽 - 村田昭
- 音楽協力 - avex group
- 協賛 - NOKIA、学校法人尚美学園
- 協力 - avex mode、少年エースA（角川書店刊）、ビデオフォーカス、DAAC CORPORATION、spice inc.、ダックスインターナショナル、石垣プロダクション、マジックバス、ジェイ・フィルム、opus、Nichiman Graphics、nac、日本ビクター、上抜屋
- 制作 - 中央アイトス
- 製作・配給 - GAGA Communications,Inc.

## 主題歌
主題歌「A WHITE LILY」
作詞 - CAO / 作曲・編曲 - 村田昭 / 歌 - 清水香里

## 漫画版
プロダクションデザイナーを担当した木崎ひろすけによって漫画化されているが、2001年に木崎が死去したため未完となっている。『月刊少年エース』（角川書店）連載。
書誌情報
- 木崎ひろすけ『A・LI・CE』 角川書店〈カドカワコミックス・エース〉、既刊1巻（未完）
  1. 2000年10月発売 ISBN 978-4047133693
- 木崎ひろすけ『A・LI・CE 完全版』 角川書店〈カドカワコミックス・エース。エクストラ〉、単巻
2001年9月発売 ISBN 978-4047134607